# Heliophanus deamatus
Heliophanus deamatus är en spindelart som beskrevs av Peckham, Peckham 1903. Heliophanus deamatus ingår i släktet Heliophanus och familjen hoppspindlar. Inga underarter finns listade i Catalogue of Life.